# Групова збагачувальна фабрика «Гірська»
Групова збагачувальна фабрика «Гірська» — стала до ладу 1952 року з виробничою потужністю 1050 тис. тонн на рік. Проєкт будівництва виконано інститутом «Південдіпрошахт».
Технологічна схема збагачення газового вугілля передбачала застосування мийних жолобів для класу крупності 6—100 мм. У 1969 році на заміну жолобів були встановлені відсаджувальні машини. Потужність фабрики, з урахуванням привізного вугілля, була доведена до 1600 тис. тонн на рік. Для вдосконалення водно-шламового господарства були застосовані гідроциклони та центрифуги. Попри це, схема обробки шламів залишається найбільш вузьким місцем. Фабрика вимушено відвантажує через зовнішні шламові відстійники щороку шламу до 20 % загальної кількості товарного продукту.
Місце знаходження: м. Гірське, Луганська обл., залізнична станція Світланово.